# Platte database
Een platte database is een datamodel voor een database. Een database of databank is een elektronische dataset, ingericht met het oog op flexibele raadpleging en gebruik. Er bestaat een breed spectrum aan databases, van eenvoudige voorbeelden als een verzameling tabellen tot veel complexere modellen.
Een platte database is in wezen een eenvoudige tabel, een tweedimensionale reeks gegevenselementen, waarbij alle elementen in dezelfde kolom gelijksoortige waarden bevatten, terwijl alle elementen van een rij aan elkaar zijn gerelateerd. Zo kunnen kolommen voor naam en factuurbedrag van toepassing zijn als onderdeel van de administratie van een winkel. Iedere rij bevat dan het bij een specifieke klant behorende factuurbedrag. De kolommen  hebben vaak een gegeven datatype, zoals: tekstuele informatie, datum- of tijdinformatie, gehele getallen of floating pointgetallen.
Voorbeeld van een platte database:
```
factuurnummer    voornaam     achternaam    bedrag
1                Pietje       Klaassen      10
2                Pietje       Klaassen      20
3                Hans         Klok          20
4                Pietje       Klaassen      30
5                Hans         Klok          40

```

Een relationele database is een voorbeeld van een meer complex database model.